# 年末時代劇スペシャル
『年末時代劇スペシャル』（ねんまつじだいげきスペシャル）は、日本テレビで1985年から1993年に、12月30日・31日の2夜連続（1991年・1992年は12月31日のみ、1993年は12月28日のみ）で放送された時代劇の特別番組である。

## 概要
『NHK紅白歌合戦』の対抗番組として放送されたシリーズの特別番組である。1985年の『忠臣蔵』から1993年の『鶴姫伝奇 -興亡瀬戸内水軍-』まで、毎年1作ずつ、計9作が放送された。製作は全てユニオン映画が担当。
当時同じ日本テレビの『長七郎江戸日記』に主演し、年末時代劇スペシャルにも6度出演した里見浩太朗が、『長七郎』のプロデューサーであった須永元（年末時代劇スペシャルのプロデューサーも務める）に「自分の芸能生活25年記念に大きなことをやりたい」と話したことが、このスペシャル立ち上げのきっかけの一つであるという。須永は題材に『忠臣蔵』を選んで、1年40回分のエピソードにまとめた企画書を出したが、単発3時間台の特番に変更と言われて書き直したという経緯がある。
内容は時代劇で、特に幕末の動乱を取り上げた作品が多い（2-6作目）。また、ある人物のサクセスストーリーをハッピーエンドで描くというよりは、「運命」や「大きな時代のうねり」に翻弄される人々の悲哀を描く内容が多く、「義」「夢」「信念」といったものを持って生きることを称える内容のシリーズであった。
第1作『忠臣蔵』、第2作『白虎隊』などの初期の作品は特に好評で、視聴率的にも成功を収めた。
第3作『田原坂』、第4作『五稜郭』の頃になると、年末の定番番組としての評価が定着し、また日本テレビも年末の看板番組として位置づけ、巨額の製作費を投入し、年末に向け大規模な宣伝も行なった。『五稜郭』でははじめてエピローグ（「ウラルを越えて」）を導入した。
第5作『奇兵隊』では、これまで主演・準主演を務めてきた里見浩太朗に代わり、初めて松平健を主演に起用した。これを残念に思う里見ファンの要望に応えるため、数日後（年明けの新春特番）に「里見浩太朗時代劇スペシャル」として『樅ノ木は残った』が放映された。脚本も唯一、野上龍雄が担当し、前年まで全作の脚本を手がけてきた杉山義法は里見と共に『樅ノ木は残った』を担当している。
第6作『勝海舟』では主演・勝海舟役の田村正和が撮影途中に病気となったため（出演は前半部とエピローグのみである）、後半部は山岡鉄舟役を予定していた実弟の田村亮を昇格させ（山岡役は勝野洋に変更）、兄弟のWキャストとなった。またナレーションがこれまでの5作すべてを担当した鈴木瑞穂から金内吉男に変更された（以降の作品では毎回違うナレーターとなった）。この年も里見浩太朗の出演はなく、前年と同様、年明けに里見主演で『寛永風雲録』が放映された。
1990年代に入り、企画や番組の方向性にマンネリ的傾向が感じられ、また紅白対策として練られた他局の大晦日企画も充実し始めたことなどから、本シリーズの評価・視聴率に低落傾向が見え始める。1991年の第7作『源義経』では野村宏伸を主演に抜擢して若年層視聴者へのアピールを行う一方、3年ぶりに準主演として里見浩太朗を再び招く。それまでの2日間放映ではなく大晦日に一挙放映したが、大きな効果は得られず、低落傾向は止まらなかった。
翌年の第8作『風林火山』は、再び里見主演で制作。里見が以前から演じたいと考えていた原作・役柄（山本勘助役）であり、さらに2役として高坂昌信も演ずるなどの話題もあったが、里見の意気込みとは裏腹に視聴率的には失敗、この年を最後に大晦日の放送から撤退した。これに伴い、翌1993年の第9作『鶴姫伝奇 -興亡瀬戸内水軍-』は大晦日を前にした日程で放送されたが、視聴率を回復させることはできず、この作品を最後にシリーズ終了となった。
主題歌は全シリーズを通して堀内孝雄が3分の2となる6作品を担当。特に白虎隊の主題歌「愛しき日々」は堀内ファンを増やす大ヒットとなった。

## 歴代作品
| 回数  | 放送年 | タイトル                  | 主演             | 主題歌                                             |
| ----- | ------ | ------------------------- | ---------------- | -------------------------------------------------- |
| 第1作 | 1985年 | 忠臣蔵                    | 里見浩太朗       | 憧れ遊び（唄：堀内孝雄）                           |
| 第2作 | 1986年 | 白虎隊                    | 森繁久彌         | 愛しき日々（唄：堀内孝雄）                         |
| 第3作 | 1987年 | 田原坂                    | 里見浩太朗       | 遥かな轍（唄：堀内孝雄）                           |
| 第4作 | 1988年 | 五稜郭                    | 里見浩太朗       | 夢の吹く頃（唄：さだまさし）                       |
| 第5作 | 1989年 | 奇兵隊                    | 松平健           | 冬の蝉（唄：さだまさし）                           |
| 第6作 | 1990年 | 勝海舟                    | 田村正和、田村亮 | 青春で候、プラトニック（唄：堀内孝雄（両曲とも）） |
| 第7作 | 1991年 | 源義経                    | 野村宏伸         | 恋文（唄：堀内孝雄）                               |
| 第8作 | 1992年 | 風林火山                  | 里見浩太朗       | 夢を継ぐ人（唄：近藤房之助&クンチョー）            |
| 第9作 | 1993年 | 鶴姫伝奇 -興亡瀬戸内水軍- | 後藤久美子       | 波の調べに（唄：堀内孝雄）                         |

## シリーズのエピソード

### キャスティングと映像流用
- 豪華なキャスティングを揃え、全9作を数える本シリーズだが、数回にわたって出演した俳優も多い。最も多くの回数出演したのは堤大二郎と本田博太郎の7回。シリーズの顔ともいえる里見浩太朗や副主役級を多く演じた森繁久彌・丹波哲郎らは6回出演している。この他下川辰平・勝野洋・堀内正美も6回出演している。
- 『白虎隊』～『勝海舟』は同じ幕末～明治が舞台で、物語としても関連性があり、同じ表現の脚本や映像流用が随所に見られる。同じ役者が同一人物を演じた例もある。以下、同じ役者が演じた同一人物について述べる。

本田博太郎
- 『白虎隊』『田原坂』で同じ会津藩家老・佐川官兵衛を演じた（『田原坂』では『白虎隊』より映像流用もあり）。

夏八木勲
- 『白虎隊』『五稜郭』で同じ新選組局長・近藤勇を演じた（『白虎隊』での映像が『奇兵隊』で流用されている)。

堀内正美
- 『白虎隊』『田原坂』『奇兵隊』と3度に渡って同じ公家の三条実美を演じている（『奇兵隊』では『白虎隊』より映像流用もあり）。

石田信之
- 『白虎隊』『五稜郭』で同じ江戸幕府最後の将軍・徳川慶喜を演じた。

岡本富士太
- 『白虎隊』冒頭の桜田門外の変のシーンで襲撃者の薩摩藩士・有村冶左衛門を演じ、そのシーンが『田原坂』で流用。『田原坂』では冶左衛門の兄・有村俊斎（のちの海江田信義）を演じた。

武田鉄矢
- 『忠臣蔵』放送直後の1986年1月に劇場公開された『幕末青春グラフィティ Ronin 坂本竜馬』で主役の坂本竜馬を演じた。それを視聴したスタッフのオファーで、『奇兵隊』でも「特別出演」という形で同じ坂本竜馬を演じた。

### ネット局について
- 本シリーズ放送期間中の日本テレビ系列局はテレビ朝日系列およびフジテレビ系列とのクロスネット局が多く、地方によっては作品ごとの放送状況が大きく異なっていた。
- 『忠臣蔵』～『勝海舟』までの前後編に分割されていた時期の作品は、一部の系列局ではクロスネット編成の関係により、前後編とも同じ12月31日に放送（前編は遅れネット、後編は同時ネット）されることもあった。また、地域によっては逆に前編が同時ネット、後編が年明け以降に遅れネットとなる場合もあった。
- 山形放送は1993年3月まで日本テレビ系列とテレビ朝日系列のクロスネット局であったため、前後編に分割されていた時期の作品のうち、『忠臣蔵』は前後編とも1986年年明けの遅れネットで放送された。

『白虎隊』～『勝海舟』までの作品のうち、『五稜郭』以外の4作品は前後編とも12月31日にまとめて放送されたが、『五稜郭』は前後編ともキー局同時ネットで放送された。『源義経』以降の作品はすべて同時ネットで放送され、1993年4月の日本テレビ系フルネット化後も最終作『鶴姫伝奇』をそのまま同時ネットした。
- 1991年3月まで日本テレビ系列とテレビ朝日系列のクロスネット局であったテレビ信州も、山形放送とほぼ同様のネット体制を取っていたが、1991年4月の日本テレビ系フルネット化後に放送された『源義経』以降の作品はすべて同時ネットで放送された。
- 本シリーズ放送期間中、日本テレビ系列とフジテレビ系列のクロスネット局であった鹿児島テレビ[2]は、鹿児島県が舞台の『田原坂』を、前後編ともにキー局同時ネットで放送した[3]。

それ以外の作品に関しては、『五稜郭』は前編が同時ネット、後編が1989年1月2日（月）午後のローカル枠での遅れネットだったが、『奇兵隊』・『勝海舟』はどちらも前後編とも12月31日にまとめて放送（前編は遅れネット、後編は同時ネット）された。なお、『源義経』は前後編に分割されて、1992年の年明けの遅れネットとなった。
- 長崎県では、1990年9月まで鹿児島テレビ同様に日本テレビ系列とフジテレビ系列のクロスネット局であったテレビ長崎が、『奇兵隊』までの各作品を鹿児島テレビとほぼ同様の体制で放送した。『源義経』以降の作品に関しては、1991年4月に日本テレビ系フルネット局の長崎国際テレビが開局したため、同局へと移行された。
- 日本テレビ系列とフジテレビ系列のクロスネット局であるテレビ大分[4]および、フジテレビ系列主体の3系列クロスネット局であるテレビ宮崎の2局では、放送日が日本テレビ系同時ネット枠に相当する作品の場合は同時ネットされたが、それ以外の作品は年明け以降に遅れネットされる場合があった。
- このような理由もあってか、放送時点の日本テレビ系列全局で同時ネットされたのは、当時未開局のテレビ金沢[5]以外の全29局で同時ネットされた1989年12月31日放送の『奇兵隊』後編のみであった。
- クロスネット局含めて、日本テレビ系列局の存在しない沖縄県では、TBS系列局の琉球放送が、約1年遅れで前年度の一部の作品を翌年末に放送する形式を取っていた。

### その他
- ほとんどのシリーズの脚本を担当した杉山義法は、分かりにくい幕末の政治情勢を視聴者に対して分かりやすく提示し、感動的なストーリーに仕上げた。一方で、第2弾『白虎隊』では自ら薩摩藩士・西郷吉之助（のちの隆盛）役として出演している（これが第3弾『田原坂』執筆のきっかけともなった）。
  - また、シリーズの顔ともいえる里見浩太朗は、『白虎隊』で会津藩国家老の西郷頼母と『田原坂』で主役の西郷隆盛を演じているが、この頼母と隆盛はルーツを辿ると同じ三河西郷氏に繋がる遠縁である。
- 常連協賛スポンサーは、大林組と大成建設であった。

## 関連作品
- 『幕末青春グラフィティ Ronin 坂本竜馬』 - 『忠臣蔵』放送直後の1986年1月に劇場公開された劇場映画作品。『奇兵隊』の終盤と同じく第二次長州征伐の時期が描かれているが、人物設定・物語面で『奇兵隊』と異なる部分も多く、本作の主演を務めた武田鉄矢が同じ坂本龍馬役を『奇兵隊』で演じたことで、幕末を描いた作品群とのスピンオフ効果がなされている。
- 『樅ノ木は残った』 - 1990年1月2日に放送された新春時代劇スペシャル。里見浩太朗主演。
- 『寛永風雲録 激突!知恵伊豆対由比正雪』 - 1991年1月2日に放送された新春時代劇スペシャル。上記同様に里見主演である。
- 『炎の如く 吉田松陰』 - 1991年4月17日に水曜グランドロマン枠で山口放送開局記念番組として放送された『奇兵隊』のプロローグ的な作品。主演は風間杜夫で、キャストは『奇兵隊』と異なるが、脚本および一部スタッフが共通しており、『奇兵隊』や『勝海舟』からの映像も流用されている[6]。